# Lycaena bracteata
Lycaena bracteata är en fjärilsart som beskrevs av Butler 1880. Lycaena bracteata ingår i släktet Lycaena och familjen juvelvingar. Inga underarter finns listade i Catalogue of Life.